# Zamach na Nikitę Chruszczowa i Władysława Gomułkę
Zamach na Nikitę Chruszczowa i Władysława Gomułkę − nieudany zamach na I sekretarza KC KPZR Nikitę Chruszczowa i I sekretarza KC PZPR Władysława Gomułkę przeprowadzony 15 lipca 1959 roku. Miejscem zamachu było osiedle Zagórze w Zagłębiu Dąbrowskim (obecnie dzielnica Sosnowca).

## Przygotowania do wizyty
Służby specjalne dokładnie przygotowywały wizytę Chruszczowa, w ramach operacji „Przyjaźń” objęto inwigilacją potencjalnych przeciwników politycznych i opozycjonistów, a także posiadaczy nielegalnej broni oraz mieszkańców ulic, po których miała przejeżdżać kolumna aut. Ulice obstawiono milicjantami, a mosty sprawdziły patrole saperskie.
Zamach został zaplanowany przez Stanisława Jarosa. Jaros zaczął przygotowania, gdy 6 lipca 1959 roku gazety w Polsce poinformowały o planowanej na 15 lipca wizycie Chruszczowa. Dzień przed wizytą podano jej harmonogram oraz trasy przejazdu. Sprawca zamocował wówczas w Zagórzu, na drzewie przy ul. Armii Czerwonej, bombę, która miała wybuchnąć w chwili przejazdu samochodu z oficjelami.

## Zamach
Zamach nie udał się, ponieważ ładunek wybuchowy eksplodował dwie godziny przed przejazdem polityków. Wybuch nastąpił przed czasem, ponieważ podany w prasie harmonogram wizyty był niemożliwy do zrealizowania z powodów czasowych – wszystkie zaplanowane przejazdy trwały dłużej niż w harmonogramie.
Zabezpieczający trasę przejazdu funkcjonariusze rozpoczęli natychmiast poszukiwania przy użyciu psów, jednocześnie rozpoczęto szybkie usuwanie śladów zamachu. W czasie przejazdu delegacji ulica była już sprzątnięta, a jedynym śladem po zamachu było uszkodzone drzewo.

## Śledztwo
Śledztwo podjęto natychmiast po eksplozji, ale pomimo użycia psów sprawcy nie złapano. W całym śledztwie popełniono także wiele błędów, m.in. pozwolono na zatarcie licznych śladów, ograniczono je także do osób zamieszkałych w pobliżu miejsca zamachu. Pierwszych podejrzanych szybko zwolniono z braku dowodów, potem zaczęto podejrzewać zegarmistrzów, którzy według teorii śledczych mogli skonstruować zapalnik czasowy, oraz pracowników radiowęzła jako mających dostęp do innych elementów potrzebnych do zbudowania bomby. W kręgu podejrzeń znalazły się też osoby w przeszłości karane z jakiegokolwiek powodu. Łącznie śledztwem objęto 6380 osób.
Po pół roku bezowocnego śledztwa, większość funkcjonariuszy oddelegowano do innych prac, a samo śledztwo zamarło, choć nie zostało oficjalnie zakończone. 27 lutego 1961 roku postępowanie umorzono, a część funkcjonariuszy zdegradowano bądź przeniesiono na mało istotne stanowiska.
Sprawcę udało się wykryć dopiero po kolejnym zamachu w Zagórzu.